# Alanno
Alanno è un comune italiano di 3 297 abitanti della provincia di Pescara in Abruzzo, nella zona centrale della Val Pescara. Nell'area del comune è stata eretta la diga Di Alanno.

## Storia

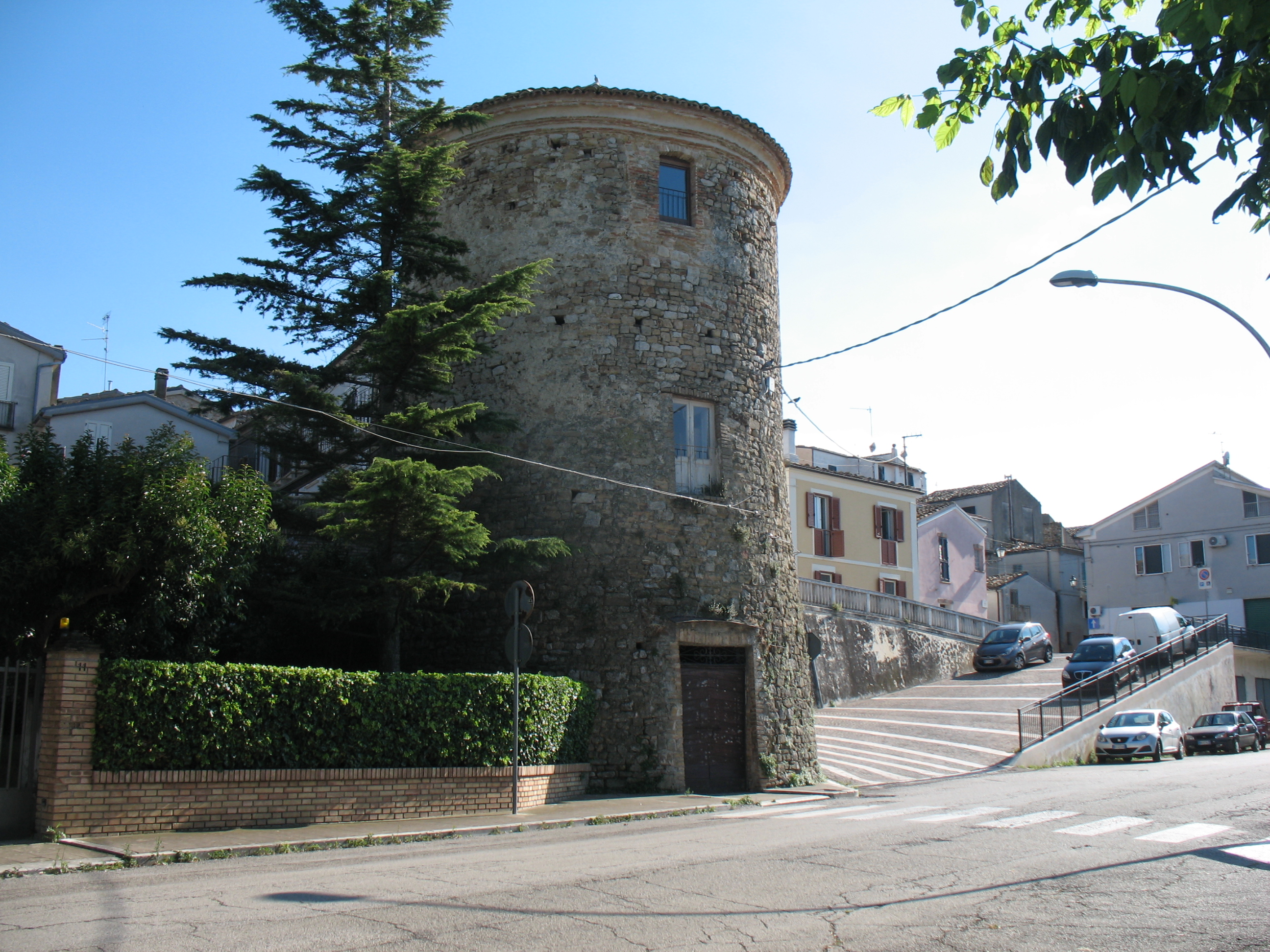
Torre del castello

Benché tracce di insediamenti preromani siano stati trovati in località Oratorio, e trasferiti nel Museo delle Genti d'Abruzzo di Pescara, il borgo fortificato di Alanno fu costruito dai Longobardi nell'VIII secolo. Nel'848 l'imperatore Lotario I decretò Alanno come feudo libero dalle signorie.
Lo stesso nome "ALAH" proviene dall'inglese sassone "Land" (terra), con la lettera iniziale "A", significante al di là del fiume Cigno che si collega all'Aterno-Pescara. Nel 1066 la Chiesa di San Pietro (di cui oggi si è persa la memoria) fu donata dai due feudatari locali, i fratelli Giovanni e Lamberto figli di Lamberto, al Monastero benedettino di San Bartolomeo di Carpineto. Nel XII secolo Alanno è inserito nel Chronicon Casauriense, perché il castro fu donato da Lotario II all'abbazia di San Clemente. Dal 1328 in poi Alanno cadde in decadenza, assieme all'abbazia, e fu ceduto a vari signori, tra i quali i Camponeschi e i Caracciolo. Nel 1915 fu danneggiato dal terremoto di Avezzano che distrusse la chiesa parrocchiale, che fu ricostruita ex novo.
Attualmente Alanno è stazione di servizio, fermata della stazione ferroviaria della linea Trenitalia Roma-Pescara, nonché uscita dall'autostrada per Roma E55. Negli anni '60 si è sviluppato il settore tessile e cementifero, nonché l'urbanizzazione con la costruzione del borgo di Alanno Scalo, assieme alla creazione del comune nuovo di Scafa, a pochi km di distanza.

## Monumenti e luoghi d'interesse

### Castello Longobardo e Torre Circolare
Il castello fu costruito nel IX secolo da Ludovico II il Giovane come rocca di guardia sopra un villaggio preesistente, a difesa della neonata abbazia di San Clemente a Casauria, e successivamente trasformato in palazzo baronale nel XV secolo. La torre circolare rimanente dell'antica fortezza che doveva circondare l'attuale centro storico, è la più moderna, affacciata su via XX Settembre, costruita a scarpa, e risale al XV secolo. Ha copertura della sommità a cono con tegole. Una seconda torre quadrata, con beccatelli aggiuntivi, è posta all'interno del cortile in via De Novellis, tra le case civili, ed è suddivisa in tre piani, con coronamento della sommità a merli ghibellini.

### Oratorio francescano di Santa Maria delle Grazie

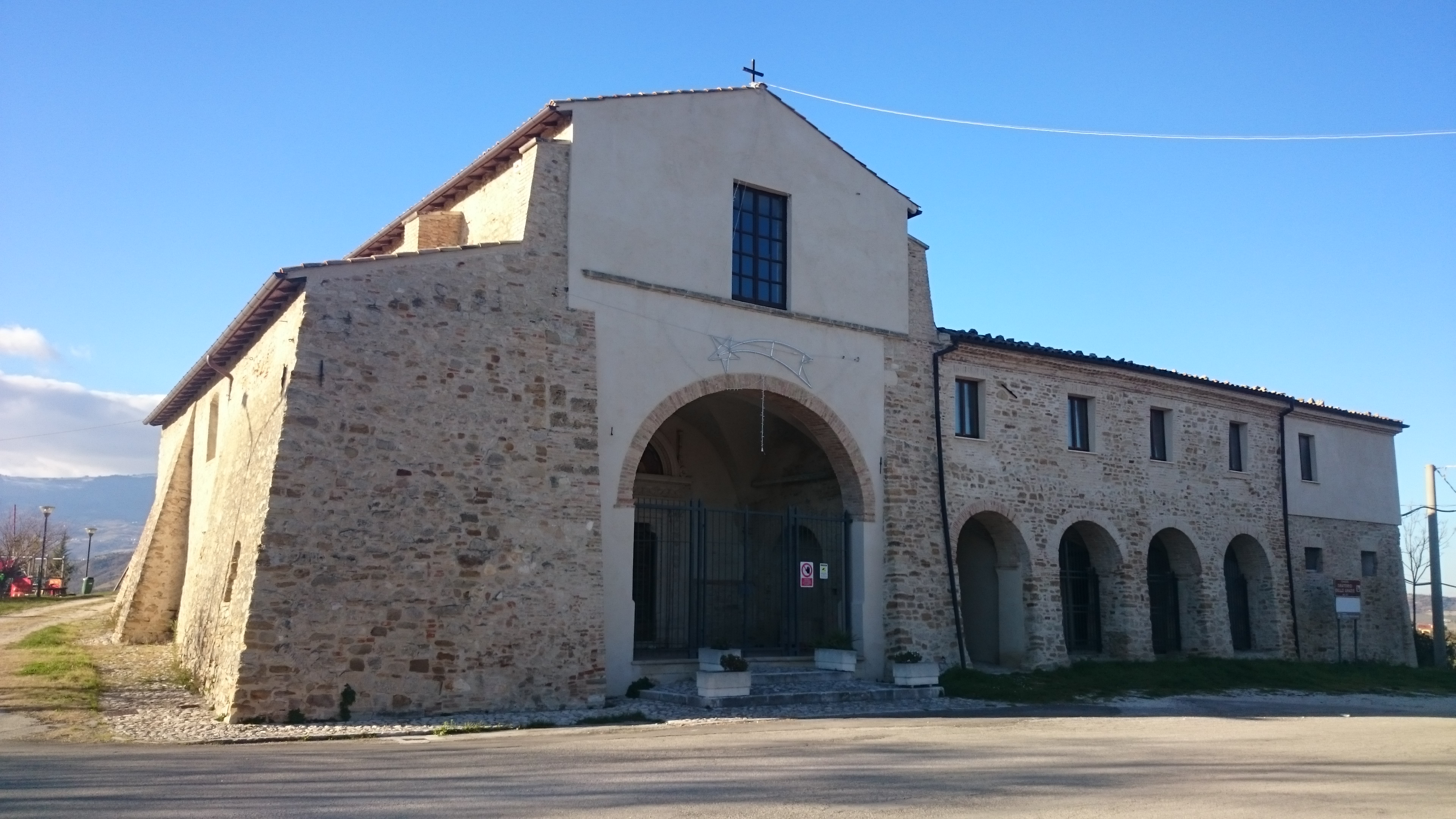
Oratorio di Santa Maria delle Grazie

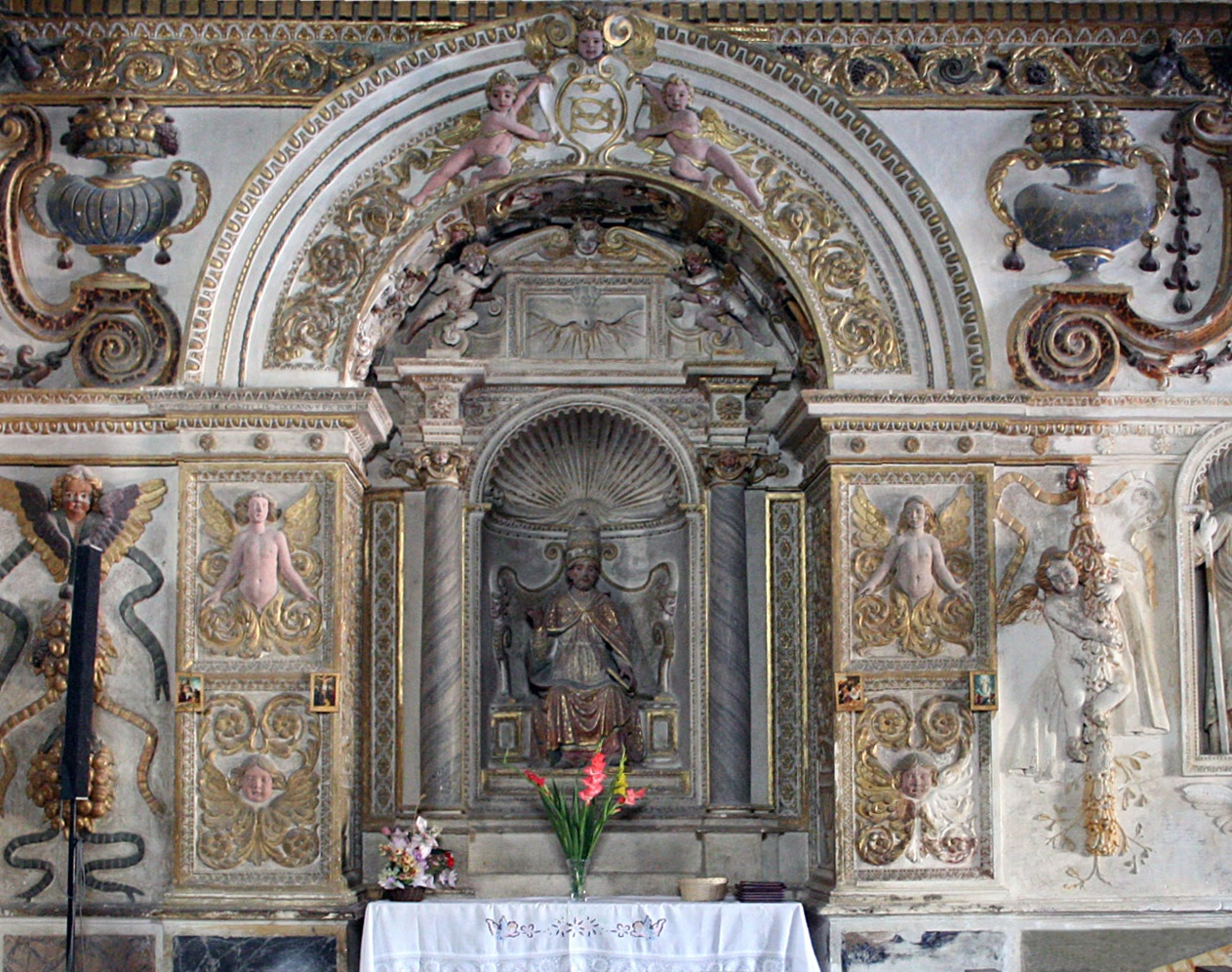
S. Maria delle Grazie

Si trova in contrada Oratorio, ed è stato ricostruito ex novo nel XVIII secolo. Ha la forma di un edificio rurale fortificato, in pietra sbozzata, a pianta rettangolare, con possenti bastioni di contenimento presso le mura della chiesa e del piccolo chiostro annesso. La fondazione vera e propria risale al 1498 quando la Madonna chiese ai contadini una chiesa di campagna, e successivamente, per distruzioni naturali, fu ricostruita. L'aula è suddivisa in tre campate a volta a crociera, con affreschi. Il portale rinascimentale ha la lunetta con affresco della Deposizione di Cristo.

### Chiesa parrocchiale di Santa Maria Assunta

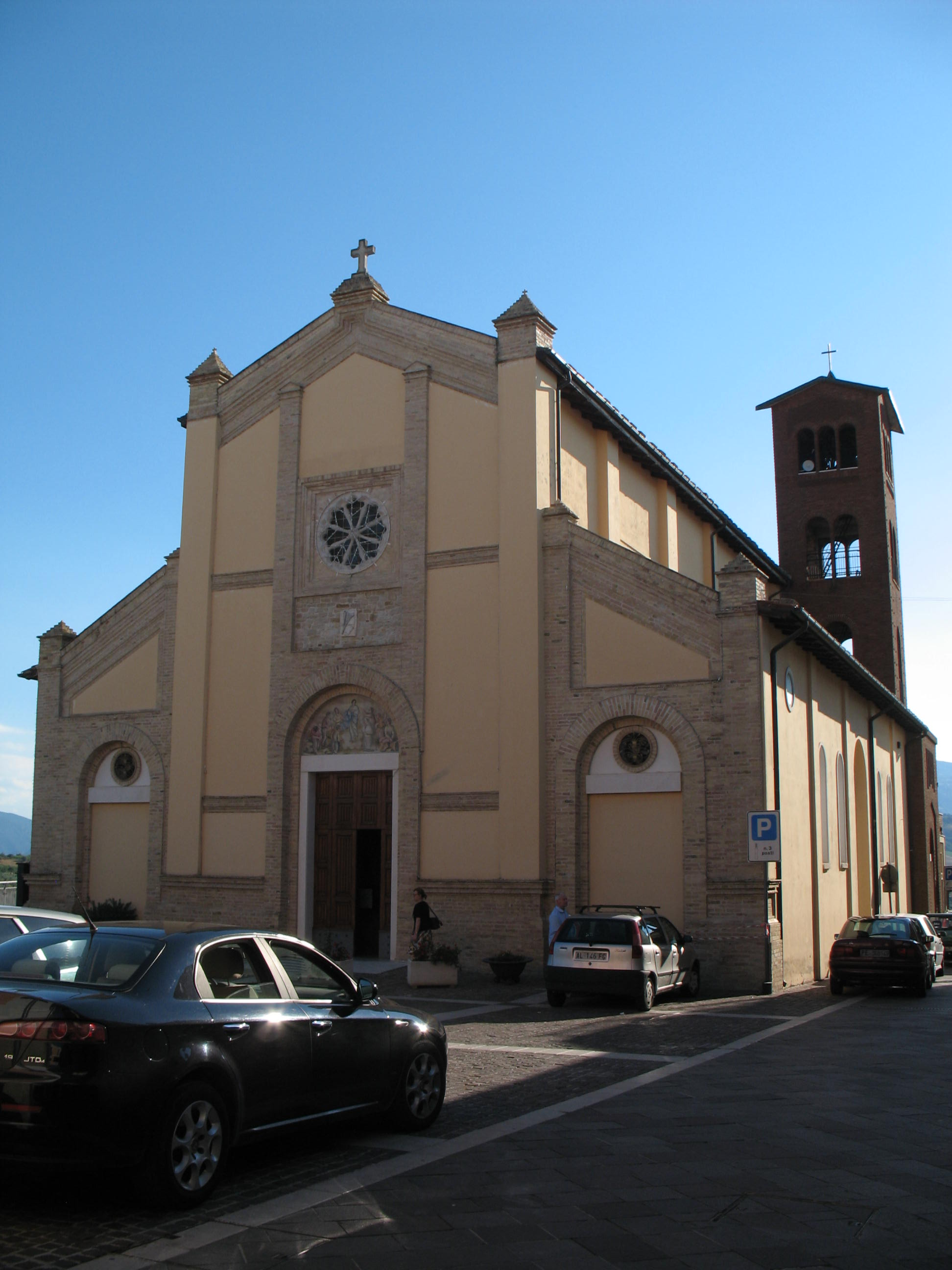
Parrocchia di Santa Maria Assunta

Risale all'epoca medievale, ma è stata distrutta dal terremoto di Avezzano del 1915. Completamente ricostruita in stile eclettico che tende al neo romanico, ha pianta rettangolare con tre navate, e facciata tripartita con tre portali, dei quali i due laterali a loggia cieca. Al centro vi è un piccolo rosone con raggi. Il campanile è a torre, costruito con mattoni rossi, ed è suddiviso in tre settori. Il primo ha un arco per ciascun lato, il secondo due, e l'ultimo, con la cella campanaria, tre archi.

### Chiesa di Cristo Re
La chiesa di Cristo Re è moderna costruzione per l'abitato di recente costruzione di Alanno Scalo, posta all'uscita del casello autostradale, in via del Lavoro.

### Ex chiesa di San Francesco e convento

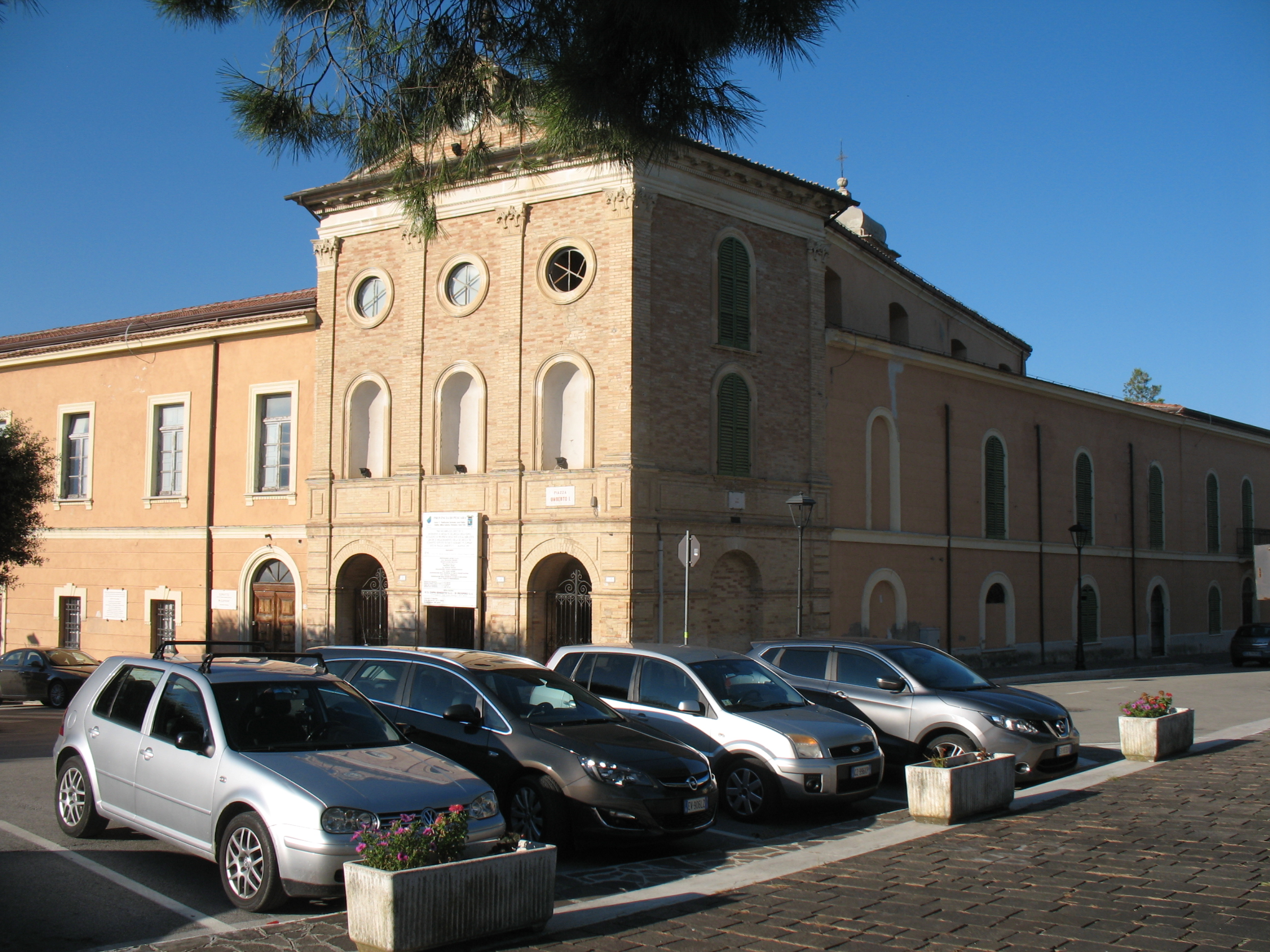
Esterno dell'ex convento di San Francesco in Piazza Umberto I

Si affaccia su Piazza Umberto I, il convento dei Francescani fu eretto nel XIII secolo, dedicato inizialmente a San Ludovico. Subì nei secoli varie trasformazioni: sino al 1757 era in stile medievale, e acquistò poi lo stile barocco sobrio con cinque altari incluso quello centrale, e la navata unica interna, e l'esterno in stile sobrio, dove prevale l'uso del laterizio e del mattone cotto. La chiesa fu restaurata nel 1910, ma il terremoto di Avezzano del 1915 la compromise, facendo cadere delle volte, che vennero sostituite con soffitti piani, e poi abbattute nel 1940, sostituite con le attuali finte volte a crociera. L'interno conserva ancora i sontuosi altari barocchi con statue e tele, la facciata è a pianta quadrangolare, leggermente verticale, che ricorda le altre facciate monumentali della vicina abbazia di San Clemente a Casauria e l'abbazia di Santa Maria in Piano di Loreto Aprutino, divisa in due da cornicione, con al piano centrale i narteci e gli archi di ingresso al portale principale, e sopra l'ordine di finestre. I quadri all'interno rappresentano l'Immacolata di Paulo Di Maio, poi la Crocifissione, le Stimmate di San Francesco, l'immacolata Concezione, Sant'Antonio di Padova opera di Raniero di Guardiagrele (1794), poi ci sono due ritratti di pontefici in ovale: Sisto V e Clemente VII.
Il convento attiguo, fu chiuso nel primo Ottocento dalle leggi napoleoniche, riaperto nel 1832, e chiuso definitivamente nel 1866 con le leggi piemontesi. I vasti locali servirono nel 1872 per ospitare secondo il volere del sindaco Enrico Ruggieri, l'istituto tecnico agrario statale , oggi intitolato all'agronomo Pietro Cuppari. La facciata della chiesa risale al 1880, dando lustro alla piazza Umberto I, che funge da villa pubblica.

### Torri del borgo

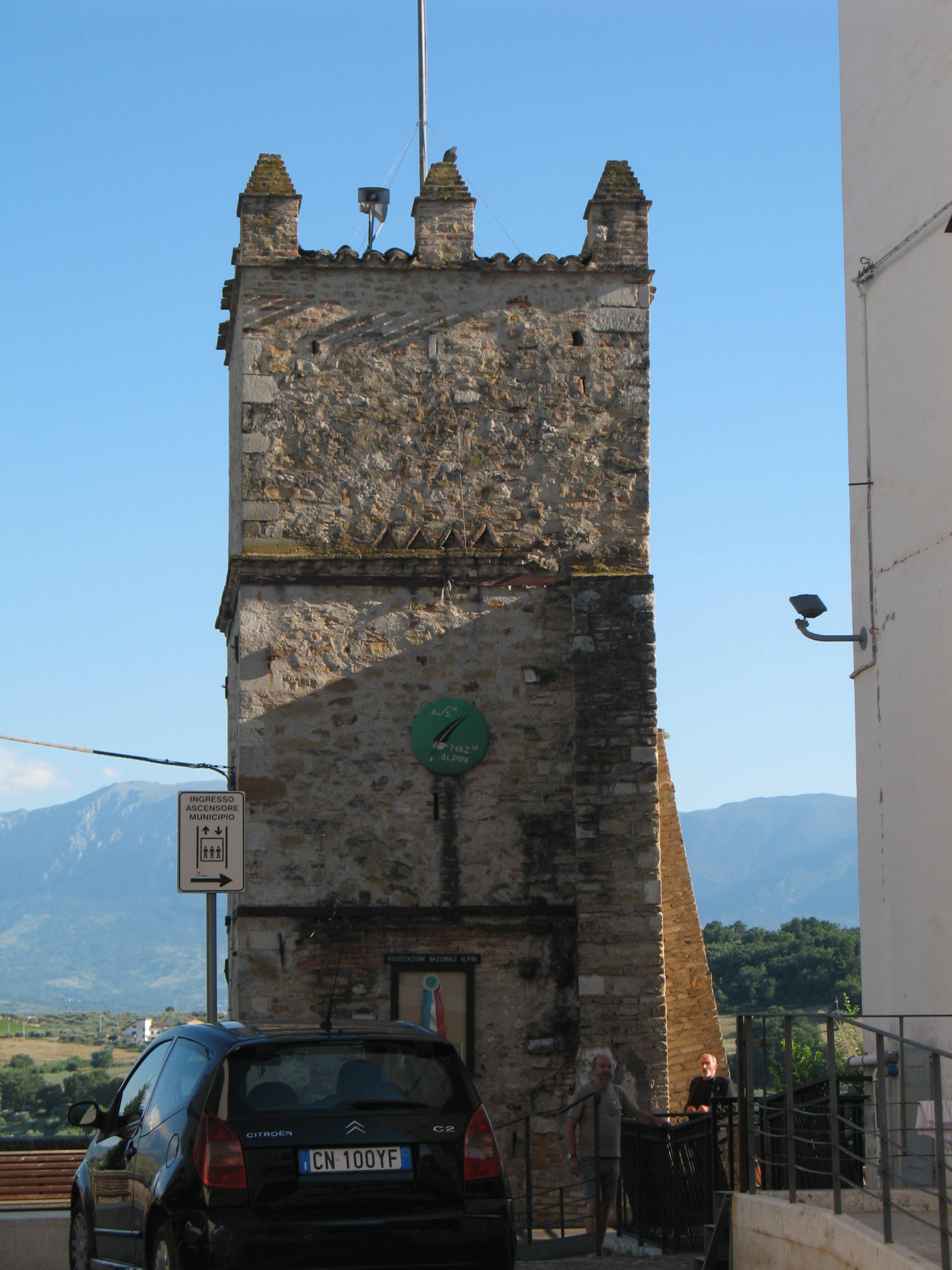
Torre merlata in via De Novellis

La cinta muraria medievale che attorniava il borgo di Alanno oggi è scomparsa, oppure inglobata nelle abitazioni, e restano solo due grandi torri:
- Torre cilindrica: si trova su via XX Settembre, la sua destinazione originaria era legata ad esigenze di difesa, venne eretta probabilmente nel XIV secolo, oggi è un'abitazione privata, e magazzino al piano terra. Non risulta intonacata, ha la base a scarpa, più ampia del fusto centrale, ornato da alcune finestre ricavate dalle originarie feritoie di guardia. Il soffitto è a pagoda lignea circolare.
- Torre merlata: è in via Raffaello De Novellis, corrispettiva dalla parte Sud della torre circolare di via XX Settembre, con cui probabilmente comunicava. Risale al XV secolo, presenta una struttura in muratura continua, di pietrame e basamento a scarpa, con impianto leggermente rettangolare, con in sommità un coronamento di cinque guglie e diverse feritoie sul piano. La torre è aperta verso l'interno e l'ingresso avveniva da una porta posta ad Ovest.

### Aree naturali
- Oasi del Lago di Alanno - Piano d'Orta

## Società

### Evoluzione demografica
Abitanti censiti

### Etnie e minoranze straniere
Al 31 dicembre 2022 la popolazione era di 115 persone, pari al 3,96% della popolazione.

## Infrastrutture e trasporti

### Ferrovie
Alanno ha una stazione ferroviaria, ubicata lungo la Ferrovia Roma-Sulmona-Pescara; il fabbricato viaggiatori ha una piccola sala d'attesa. Il movimento passeggeri è buono, con circa 28 treni al giorno.

## Amministrazione
| Periodo        | Periodo        | Primo cittadino        | Partito                                                              | Carica      | Note          |
| -------------- | -------------- | ---------------------- | -------------------------------------------------------------------- | ----------- | ------------- |
| 23 aprile 1995 | 13 giugno 1999 | Umberto Verrocchio     | Lista civica di centro-destra                                        | Sindaco     | [ 8 ]         |
| 14 giugno 1999 | 27 agosto 2001 | Aldo Canosa            | Lista civica                                                         | Sindaco     | [ 9 ]         |
| 28 agosto 2001 | 26 maggio 2002 | Daniela Di Baldassarre |                                                                      | Comm. pref. | [ 10 ]        |
| 27 maggio 2002 | 6 maggio 2012  | Enisio Tocco           | Lista civica di centro-sinistra (2002-2007) Lista civica (2007-2012) | Sindaco     | [ 11 ] [ 12 ] |
| 7 maggio 2012  | 11 giugno 2017 | Vincenzo De Melis      | Lista civica Continuità e rinnovamento                               | Sindaco     | [ 13 ]        |
| 12 giugno 2017 | in carica      | Oscar Pezzi            | Lista civica                                                         | Sindaco     |               |

## Sport

### Calcio
La principale squadra di calcio della città è l'A.S.D. Alanno 1970 che milita tipicamente nel girone C abruzzese di 1ª Categoria. È nata nel 1970. I colori sociali sono il verde ed il bianco. Il loro miglior risultato è l'undicesimo posto in Promozione Abruzzo conseguito nella stagione 2000/01. La squadrà retrocesse in 1ª Categoria dopo 3 stagioni.
Un'altra squadra di calcio è la F.C.D. Real Alanno, fondata nel 2015 ha sempre militato in 3ª Categoria Pescara. I colori sociali sono il bianco ed il rosso. Il loro miglior risultato è l'ottavo posto in 3ª Categoria Pescara conseguito nelle stagioni 2016/17 e 2017/18.
Negli anni '90 è esistita anche la U.S. Alanno Scalo, squadra che rappresentava la frazione di Alanno Stazione, ha militato in 3ª Categoria Pescara fino alla fusione con l'A.S.D. Alanno 1970. I colori sociali erano il viola ed il bianco.